# Ruski Bór
Ruski Bór (deutsch Reußwalde) ist ein kleiner Ort in der polnischen Woiwodschaft Ermland-Masuren und gehört zur Gmina Szczytno (Landgemeinde Ortelsburg) im Powiat Szczycieński (Kreis Ortelsburg).

## Geographische Lage
Ruski Bór liegt in der südlichen Mitte der Woiwodschaft Ermland-Masuren, sieben Kilometer südlich der Kreisstadt Szczytno (deutsch Ortelsburg).

## Geschichte
Reußwalde war einst ein Forstamt (Oberförsterei) und gehörte zum gleichnamigen Staatsforst. Mit Datum vom 7. Mai 1874 wurde erwähnt, dass der Gutsbezirk Reußwalde mit seinem Anteil im Kreis Ortelsburg, Forst  in die Landgemeinde Worfengrund (polnisch Czarkowy Grąd) eingegliedert wurde.
Aufgrund der Bestimmungen des Versailler Vertrags stimmte die Bevölkerung im Abstimmungsgebiet Allenstein, zu dem Reußwalde gehörte, am 11. Juli 1920 über die weitere staatliche Zugehörigkeit zu Ostpreußen (und damit zu Deutschland) oder den Anschluss an Polen ab. In Reußwalde stimmten 28 Einwohner für den Verbleib bei Ostpreußen, auf Polen entfielen keine Stimmen.
Am 30. September 1929 kam es zum Zusammenschluss zum neuen Gutsbezirk Reußwalde, Anteil Kreis Ortelsburg, Forst, mit Anteilen der Gutsbezirke:
- Korpellen, Forst im Amtsbezirk Korpellen (polnisch Korpele),
- Korpellen, Forst im Amtsbezirk Klein Jerutten (Jerutki),
- Grüneberge, Forst im Amtsbezirk Schiemanen (Szymany),
- Reußen, Forst im Amtsbezirk Materschobensee (Sasek Wielki), ab etwa 1928 Amtsbezirk Maldanietz (Małdaniec), und
- Reußen, Forst im Amtsbezirk Wallen (Wały).

Mit dem gesamten südlichen Ostpreußen wurde Reußwalde 1945 in Kriegsfolge an Polen überstellt und erhielt die polnische Namensform „Ruski Bór“. Heute ist der Ort eine Waldsiedlung (polnisch Osada leśna) innerhalb der Landgemeinde Szczytno (Ortelsburg) im Powiat Szczycieński (Kreis Ortelsburg), bis 1998 der Woiwodschaft Olsztyn, seither der Woiwodschaft Ermland-Masuren zugehörig.

## Kirche
Bis 1945 war Reußwalde in die evangelische Kirche Ortelsburg in der Kirchenprovinz Ostpreußen der Kirche der Altpreußischen Union sowie in die katholische Kirche Ortelsburg im Bistum Ermland eingepfarrt. Heute gehört Ruski Bór kirchlicherseits ebenfalls zur Kreisstadt: zur katholischen Pfarrkirche in Szczytno, jetzt im Erzbistum Ermland gelegen, und zur evangelischen Kirche in Szczytno, nun der Diözese Masuren der Evangelisch-Augsburgischen Kirche in Polen zugeordnet.

## Verkehr
Ruski Bór liegt an einer Nebenstraße, die von der Kreisstadt Szczytno über Nowe Gizewo (Gisöwen) bis in die Landgemeinde Wielbark nach Zabiele (Sabiellen, 1938 bis 1945 Hellengrund) führt.
Anschluss an den Bahnverkehr besteht über den Bahnhof in Szczytno an den beiden Bahnstrecken Olsztyn–Ełk (deutsch Allenstein–Lyck) und Chorzele–Szczytno (Chorzele–Ortelsburg).